# Історія освоєння мінеральних ресурсів Монголії
Історія освоєння мінеральних ресурсів Монголії
Використання каменю для обробки знарядь відносять до нижнього палеоліту. Камінь широко використовувався і в подальші епохи — аж до середньовіччя — для спорудження кам'яних курганів-могил (іноді із встановленням на вершині пам'ятного мегаліта). Часто великі базальтові валуни використовували для зображення малюнків. Найбільшу відомість отримали кам'яні галереї в каньйоні річки Чулутин-Гол (хребет Тарбагатай).
Найбільш древні бронзові вироби датуються серединою II тис. до РХ З цього часу, ймовірно, почалася експлуатація місцевих мідних рудників. Усього відомо до 200 мідних родовищ, де відмічені древні виробки невизначеної давнини. Найбільші з них зафіксовані на поверхневих виходах руд родовища Ерденет. Крім міді видобували бірюзу (древній рудник хребта Хасагт-Хайрхан в Шаргин-Гобі та інші). Проходка велася вздовж рудної жили по найбагатших лінзах. Виявлені штольні неправильної форми — овальні, щілинні тощо.
Багато слідів давніх виробок відмічено на південних схилах Хангаю (Барун-Хангайське підняття, басейн річки Байдариг-Гол), а також у Монгольському Алтаї (басейни річок Ангірт-Гол, Барлагін-Гол). Ймовірно, близько середини I тис. до РХ починається розробка залізорудних покладів. Древні поверхневі виробки відомі в басейні річки Еро-Гол. У ряді пунктів Середньої і Південної Гобі виявлені місця видобутку золота разом зі слідами збагачувальних споруд. Є відомості про наявність давніх розробок олова в басейні Онона і верхів'ях Керулена. Археологічні дані показують, що максимальний розвиток гірничої справи спостерігався в гунський період і в середньовіччі.

## Промислові розробки
Перші промислові розробки корисних копалин в Монголії мали місце на початку XX ст. Видобуток золота в промислових масштабах розпочато у 1901 р., вугілля — в 1912 р., вольфрамових та флюоритових руд з кінця 40-х років XX ст.
У кінці XX ст. в Монголії розвідані багаті родовища флюориту, вугілля, мідно-молібденових і олов'яно-вольфрамових руд, фосфорити. Разом з тим, геологічно досліджено тільки 25 % площі країни, а 70 % площі оглянуто із застосуванням аерогеофізичних методів. Ці дослідження дозволяють так оцінити загальні запаси деяких корисних копалин:10 млн т міді, 420 тис.т молібдену, 3 млн т свинцю і цинку, 10 тис.т олова, 1 465 т золота, 10 000 т срібла, 453 млн т залізної руди, 50 тис.т урану, 70 тис.т руди вольфраму (вольфрам іт), 200 тис.т графіту, 18 млн т плавикового шпату, крім того, є великі ресурси фосфату й інших мінералів.
Сучасна гірнича промисловість починає розвиватися з 40-х рр. XX ст., коли були побудовані у 1943-48 рр. вольфрамові рудники «Туменцогт», «Буренцогт», «Югодзирь» і у 1946 р. розпочато видобуток флюориту. В 1950-60 рр. підприємством «Монгол-нафта» проводився видобуток нафти. У 1970—1980-і рр. побудовані і введені в експлуатацію золоті копальні «Толгойт», «IX-Алт», «Джаргалант», олов'яна копальня «Модото», флюоритові рудники «Хаджі-Улан», «Хар-Айраг», «Дзунцагандел», «Чулутцагандел», «Бор-Ундур», великий ГЗК «Ерденет», вугільний розріз «Баганур», ряд підприємств по видобутку нерудної мінеральної сировини для будівельної індустрії («Хутур», «Шарин-Гол», «Сонтіно» і інш.), флюоритовий ГЗК «Керулен». В цей час налагоджено виробництво мідних, молібденових, олов'яних і флюоритових концентратів, золота, розширено видобуток флюориту, вугілля, будматеріалів. Обсяг продукції гірничорудної галузі в другій половині XX ст. різко збільшився. Тільки з 1970 р. по 1983 р. частка гірничої промисловості у ВВП зросла з 0,4 до 17,8 %. Сформувалися вугільна, гірничорудна, гірничо-хімічна галузі та підгалузь нерудних будівельних матеріалів. Частка мінеральної сировини в загальному обсязі експорту в останні десятиліття XX ст. зросла до 40 %.
У 2001 р. в гірничодобувному секторі Монголії створено 8,5 % ВВП, він сприяв 49,8 % промислового виробництва і забезпечив 49,85 % експортних продуктів. Близько 85 % мінерального експорту складає Мідь і молібденові концентрати. В цьому секторі домінує компанія Erdenet Mining Corp., яка є монгольсько-російським підприємством.
Підготовку кадрів гірничо-геологічного профілю здійснюють в Улан-Баторському політехнічному інституті (1966 р.), Дарханському політехнікумі (1958 р.).